# Albert Gereon Stein
Albert Gereon Stein (Colònia, 29 de setembre de 1809 - ibídem 10 de juny de 1881) fou un sacerdot i compositor alemany.
Va ser rector de l'església de Santa Úrsula de Colònia i professor de cant del Seminari de la mateixa ciutat. Se li deuen: Kyriale, sive Ordinarium Missae continents cantum gragorianum ad Kyrie, Gloria, Credo, Sanctus et Agnus Dei (Colònia, 1860); Koelniches Gesang und Andachtsbuch (Colònia, 1860), i Orgelbegleitung zu den Melodieen des koelnischen Gesangbuches. A més, publicà Die Katolische Kirchenmusik (Colònia, 1864).